# Partido di Vicente López
Il partido di Vicente López è un dipartimento (partido) dell'Argentina facente parte della provincia di Buenos Aires. Il capoluogo è Olivos. Si tratta di uno dei 24 partidos che compongono la Grande Buenos Aires. È uno dei distretti più ricchi e benestanti dell'Argentina.
Vicente López è noto per le sue grandi aree residenziali, per essere la sede della residenza presidenziale argentina e per il suo parco costiero lungo il Río de la Plata.
Nel 1998 il comune di Vicente López fu nominato dalle Nazioni Unite il migliore nell'America Latina e Caraibi.

## Geografia
Vicente López si trova a 20 chilometri a nord del centro di Buenos Aires e a 87 km a nord-ovest della capitale provinciale La Plata, nella parte nord della Grande Buenos Aires. La festa comprende diversi quartieri più piccoli, tra cui Olive, Florida e La Lucila.
Ha una popolazione stimata di 269.420 abitanti. Con una superficie di 33 km², Vicente López è il partido più piccolo della provincia di Buenos Aires e il secondo distretto più piccolo dell'Argentina.

## Toponimia
Il partido prende il nome da Vicente López y Planes, politico e musicista, autore dell'inno nazionale dell'Argentina, secondo presidente dell'Argentina e governatore della provincia di Buenos Aires.

## Sport

### Calcio
Le principali società calcistiche del partido di Vicente López sono il Platense ed il Colegiales. Il Club Sportivo Italiano, sebbene giochi le sue partite a Ciudad Evita, ha la sua sede sociale nel partido di Vicente López.

## Amministrazione

### Gemellaggi
- Cento, dal 2000

## Geografia antropica

### Suddivisioni amministrative
Il partido di Vicente López è composto da 9 località:
| Località       | Popolazione (2001) |
| -------------- | ------------------ |
| Carapachay     | 15.181             |
| Florida        | 48.158             |
| Florida Oeste  | 27.733             |
| La Lucila      | 12.222             |
| Munro          | 35.844             |
| Olivos         | 75.527             |
| Vicente López  | 24.078             |
| Villa Adelina  | 19.121             |
| Villa Martelli | 4.355              |